# Нью-Хоп (Пенсильвания)
Нью-Хоп (англ. New Hope) — боро в округе Бакс в Пенсильвании, США. 
Население составляет 2528 человек по переписи 2010 года. Основная отрасль экономики — туризм.

## География
Расположен на западном берегу реки Делавэр в Auqetong Creek. 
Район имеет общую площадь 1,4 квадратных мили (3,6 км²), из которых 1,3 квадратных мили (3,4 км²) — земля и 0,2 квадратных мили (0,52 км²) (11,19%) — вода. Большую часть водной поверхности составляет река Делавэр.

## История
Нью-Хоп расположен вдоль старинной дороги Old York Road, соединявшей Филадельфию и Нью-Йорк. В те времена район был известен как Coryell's Ferry по имени владельца работающего парома. Настоящее имя Нью-Хоп («Новая надежда») вошло в обиход после большого пожара 1790 года, когда здесь было уничтожено несколько мельниц и их восстановление считалось «новой надеждой» для жителей.
В 1891 году в Нью-Хоп пришла железная дорога  North Pennsylvania Railroad. Паровозы курсировали по ней до 1952 года, когда дорога была электрифицирована. Сообщение по ней продолжалось до 1966 года.
Живописные места вдоль реки и канала Делавэр облюбовали американские художники-импрессионисты, создав здесь художественную колонию. Её основателем стал Уильям Латроп.

## Фотогалерея

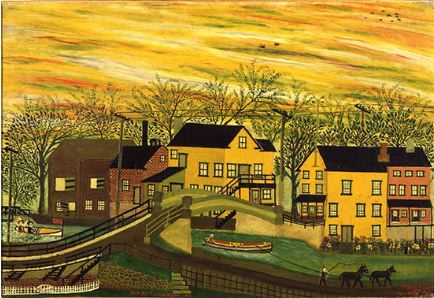
Картина Джозефа Пикетта
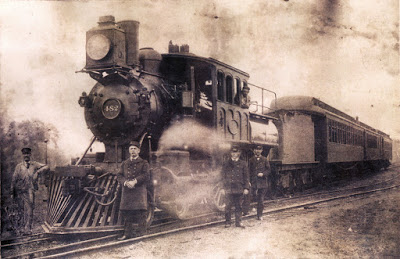
Первый паровоз в Нью-Хопе, 1891 год
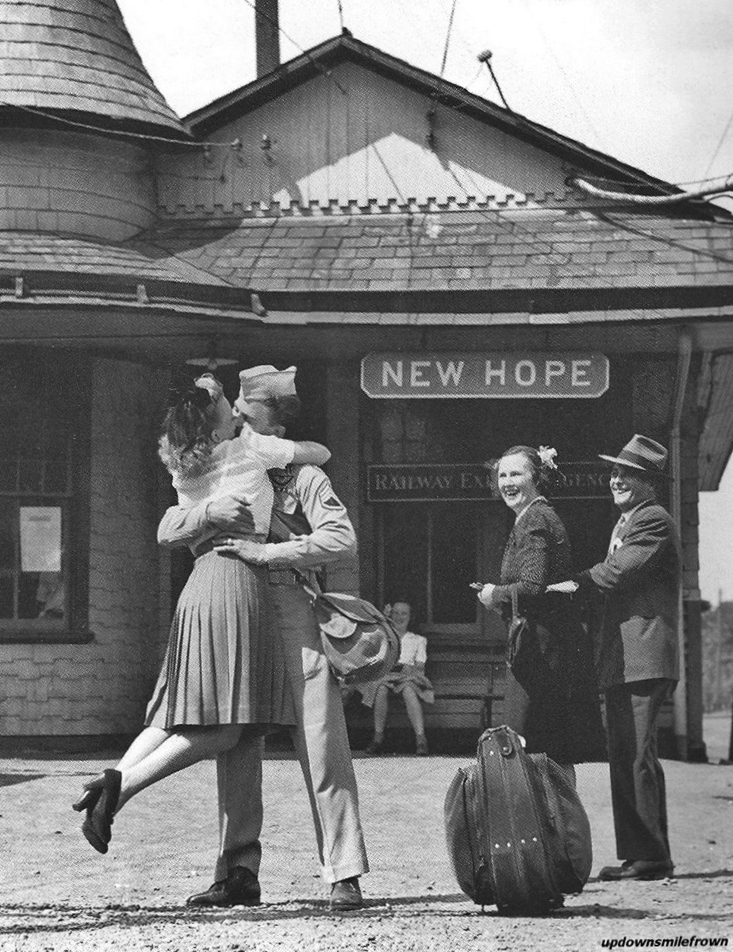
Железнодорожная станция, 1945 год
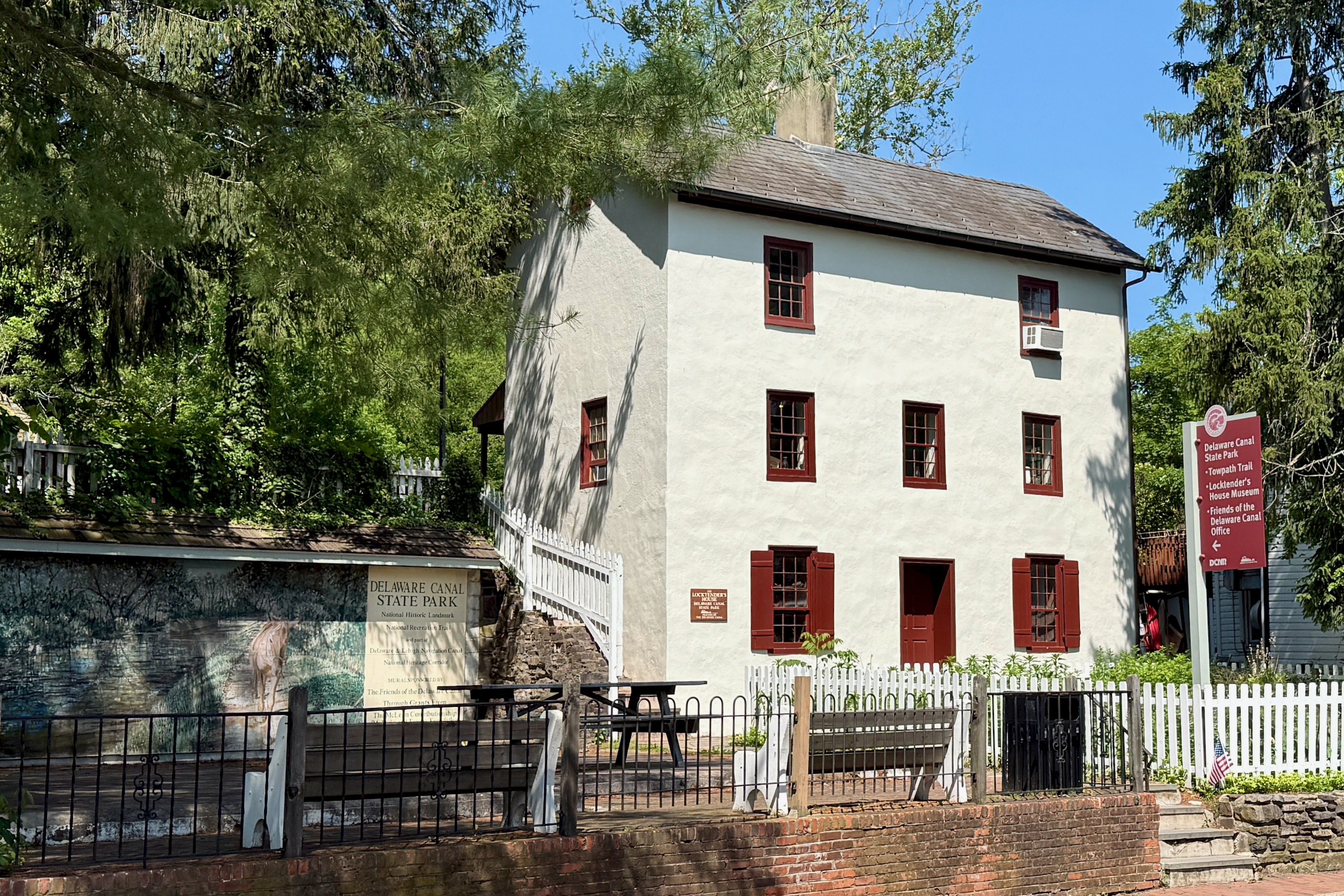
Делавэрский канал